# 좋은 사람 (영화)
《좋은 사람》은 2021년에 개봉한 대한민국의 영화이다.

## 캐스팅
- 김태훈: 최경석 역
- 이효제: 노세익 역
- 김현정: 김지현 역
- 김종구: 형섭 역
- 박채은: 최윤희 역
- 요엘 리: 김성중 역
- 신정섭 : 학교경비 역

## 수상
- 제25회 부산국제영화제: 한국영화감독조합상 - 메가박스상 (정욱)
- 제25회 부산국제영화제: CGV 아트하우스상 (정욱)
- 2022년 제31회 부일영화상 각본상 (정욱) 《좋은 사람》
- 2022년 제31회 부일영화상 신인남자연기상 (이효제)